# Отряды «Мёртвая голова»

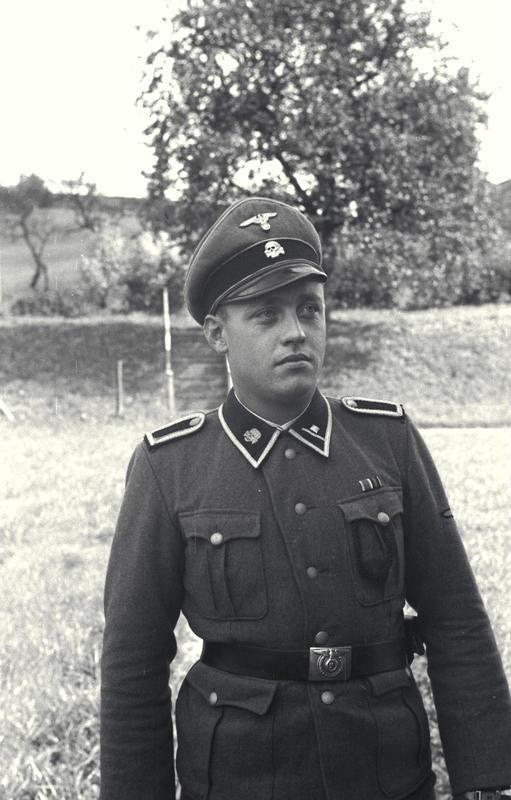
SS-TV-шарфюрер в Маутхаузене

Отря́ды «Мёртвая голова́» (нем. SS-Totenkopfverbände, SS-TV) — подразделение СС, отвечавшее за охрану концентрационных лагерей нацистской Германии.
Подразделения размещались в лагерях на территории Германии, таких, как Дахау и Бухенвальд, в оккупированной немцами Польше лагерь Аушвиц и Маутхаузен в Австрии, а также многочисленных других концлагерях и лагерях смерти.
SS-TV было независимым подразделением СС со своим собственным штатом и командной структурой. Оно вместе с Главным управлением имперской безопасности и Главным административно-хозяйственным управлением СС несёт ответственность за массовый геноцид узников лагерей.
Изображение «мёртвой головы» (череп и скрещенные кости) служащие SS-TV носили не только как кокарду на фуражке, но и в петлицах.

## История
Создание SS-TV началось 26 июня 1933 года, когда рейхсфюрер СС Генрих Гиммлер назначил оберфюрера СС Теодора Эйке начальником первого нацистского концентрационного лагеря в Дахау. В мае 1934 года Эйке был назначен Инспектором концентрационных лагерей СС и командиром охранных подразделений СС (нем. Inspekteur der Konzentrationslager und SS-Wachverbände), а после 4 июля официально приступил к исполнению обязанностей. С 1938 года центральный аппарат инспекции находился в Ораниенбурге.
С началом Второй мировой войны из служащих SS-TV была сформирована дивизия СС «Мёртвая голова» (одно из первых боевых соединений войск СС).
В 1940 году SS-TV вошло в состав Главного административно-хозяйственного управления СС под руководством обергруппенфюрера СС Освальда Поля. После поражения Германии в 1945 году подразделение было ликвидировано, а многие его члены преследовались после войны за преступления, совершенные во время службы.